# Жуковице (остановочный пункт)
Жуковице (пол. Żukowice) — остановочный пункт в деревне Жуковице в гмине Жуковице, в Нижнесилезском воеводстве Польши. Имеет 1 платформу и 1 путь.
Остановочный пункт на железнодорожной линии Лодзь-Калиская — Форст, построен в 1884 году, когда эта территория была в составе Германской империи.